# Ibn al-Salus
Al-Sahib Shams ad-Din Muhammad ibn Uthman ibn Abi al-Raja' al-Tanukhi, más conocido como Ibn al-Salus (fallecido el 10 de diciembre de 1294), fue un comerciante árabe y asesor político (visir) del sultán mameluco Jalil (1290-1293). Ibn al-Salus comenzó su carrera como comerciante en Damasco, donde finalmente fue empleado como inspector de mercancías (muhtasib). Ganó una buena reputación por sus esfuerzos al garantizar la responsabilidad en el comercio damasceno. Luego fue nombrado jefe de inspectores en El Cairo por el sultán Qalawun en 1290, pero poco después fue exiliado a la región del Hiyaz. Cuando Jalil sucedió a Qalawun en noviembre de 1290, hizo que volviera a El Cairo y lo nombró visir. Ibn al-Salus restauró la influencia política del cargo de visir y acompañó al sultán durante las expediciones militares contra los cruzados y los armenios. Su arrogancia hacia los altos emires mamelucos les causó resentimiento. En los meses posteriores al asesinato de Jalil, Ibn al-Salus fue arrestado y torturado hasta morir por orden de su rival, Sanjar al-Shuja'i.